# Droß
Droß è un comune austriaco di 969 abitanti nel distretto di Krems-Land, in Bassa Austria. Nel 1971 fu soppresso e accorpato a Stratzing nel nuovo comune di Stratzing-Droß, ma il 1º gennaio 1993 i due comuni sono tornati entrambi autonomi.